# Christian Borgatello
Christian Borgatello (Merano, 10 febbraio 1982) è un allenatore di hockey su ghiaccio ed ex hockeista su ghiaccio italiano, di ruolo difensore.

## Carriera

### Club
Borgatello crebbe nella squadra della sua città, l'HC Merano, con cui esordì in prima squadra in massima serie nel campionato 1998-99 appena diciassettenne. Il grosso di quella stagione lo giocò a Laces, nelle file del Val Venosta in serie A2, ma c'è anche la sua firma sullo scudetto della squadra della città del Passirio, tanto da guadagnarsi la convocazione nella Nazionale U-18.
Dalla stagione successiva divenne titolare. Rimase a Merano fino al termine della campionato italiano di hockey su ghiaccio 2003-04, poi si trasferì in Gran Bretagna. Coi Dundee Stars disputò la British National League (una lega professionistica che scomparve proprio al termine di quella stagione).
Tornò in Italia dopo una sola stagione e trovò l'accordo con l'HCJ Milano Vipers con cui vinse lo scudetto 2005-06 e la supercoppa italiana 2006.
Il 4 luglio 2007 annunciò la firma per la successiva stagione 2007-08 con l'Hockey Club Bolzano. In quattro stagioni vinse due scudetti, una Coppa Italia e due Supercoppe italiane.
Dopo aver trascorso quattro stagioni con i Foxes nel 2011 decise di trasferirsi in Ungheria, presso l'Alba Volán Székesfehérvár, squadra militante nella Österreichische Eishockey-Liga. Nel mese di ottobre per motivi familiari decise di ritornare a Bolzano, dopo aver disputato 15 partite nel campionato austriaco.
Nel maggio del 2013 Borgatello firmò un contratto annuale con l'HC Val Pusteria, lasciando Bolzano dopo sei stagioni. Dopo una sola stagione cambiò squadra passando al Ritten Sport, campione d'Italia in carica.
Nel giugno 2018 lasciò il Renon per passare ai Vipiteno Broncos. Dopo una sola stagione nella Wipptal, all'età di 37 anni tornò a vestire la maglia del Merano, scendendo di categoria in Italian Hockey League.

### Nazionale
Borgatello esordì in Nazionale maggiore nel 2002, durante un torneo di preparazione ai Mondiali di quell'anno. Partecipò ai Mondiali maggiori del 2002 (chiusi con la retrocessione), del 2006, del 2007 (mise a segno il gol del provvisorio 3-2 nella decisiva gara con la Lettonia che garantì la salvezza), del 2008, del 2010, del 2012 e del 2014, oltre a quelli di prima divisione del 2003, del 2005, del 2009 e del 2013.
Fece parte della spedizione olimpica a Torino 2006.

## Palmarès

### Club
- Campionato italiano: 8

Merano: 1998-1999
Milano Vipers: 2005-2006
Bolzano: 2007-2008, 2008-2009, 2011-2012
Renon: 2015-2016, 2016-2017, 2017-2018
- Coppa Italia: 2

Bolzano: 2008-2009
Renon: 2014-2015
- Supercoppa italiana: 5

Milano Vipers: 2006
Bolzano: 2007, 2008, 2012
Renon: 2017
- Alps Hockey League: 1

Renon: 2016-2017
- British National League: 1

Dundee Stars: 2004-2005
- OB I bajnokság: 1

Alba Volan: 2011-2012

### Nazionale
- Campionato mondiale di hockey su ghiaccio - Prima Divisione: 2

Paesi Bassi 2005, Polonia 2009

### Individuale
- Miglior difensore della IIHF Continental Cup: 1

2008-2009
- Top 3 Player on Team del Campionato mondiale di hockey su ghiaccio: 1

Germania 2010
- Top Player on Team del Campionato mondiale di hockey su ghiaccio - Prima Divisione Gruppo A: 1

Ungheria 2013